# Apollinari Hilarjewitsch Horawski

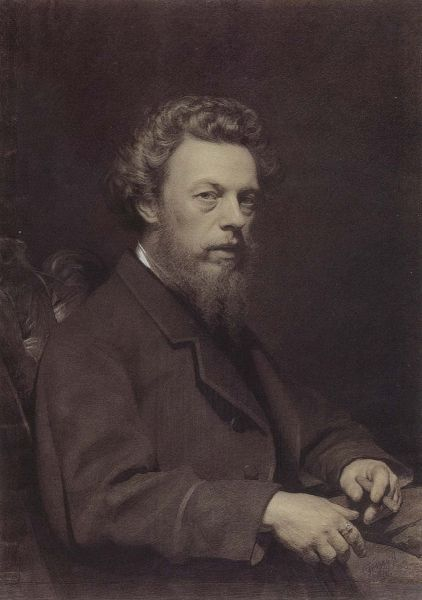
Apollinari Hilarjewitsch Horawski nach einem Gemälde von Iwan Nikolajewitsch Kramskoi, 1867

Apollinari Hilarjewitsch Horawski, belarussisch Апалінарый Гіляравіч Гараўскі (* 23. Januar 1833 in Uborki bei Tscherwen, Gouvernement Minsk, Russisches Kaiserreich; † 28. März 1900 in Sankt Petersburg) war ein belarussisch-russischer Landschafts- und Porträtmaler.

## Leben
Horawski, auch in der Schreibweise Gorawsky oder Goravsky, war Spross einer kleinadeligen Familie von Großgrundbesitzern polnisch-litauischen Ursprungs mit drei Töchtern und sechs Söhnen, von denen zwei Berufssoldaten wurden und drei Künstler. Seine Eltern schickten ihn 1842 im Alter von zehn Jahren auf eine von seinem Onkel geleitete Kadettenanstalt in Brest, die er bis 1850 besuchte. Als der Architekt Nikolai Leontjewitsch Benois dem Onkel eine Visite abstattete, wurde er auf Horawskis Zeichentalent aufmerksam und empfahl, den Jungen nach der Schule nicht wie seine Brüder auf eine militärische Berufslaufbahn zu verpflichten, sondern ihm eine akademische Kunstausbildung zukommen zu lassen, die er schließlich von 1850 bis 1854 auf der Kaiserlichen Kunstakademie in Sankt Petersburg unter den Malern Maxim Nikiforowitsch Worobjow und Fjodor Antonowitsch Bruni auch erhielt. 1855 kehrte er nach Belarus zurück und ließ sich kurzzeitig in Swislatsch nieder. Im selben Jahr heiratete er seine Frau Julia Benois, die die Tochter Julia gebar.

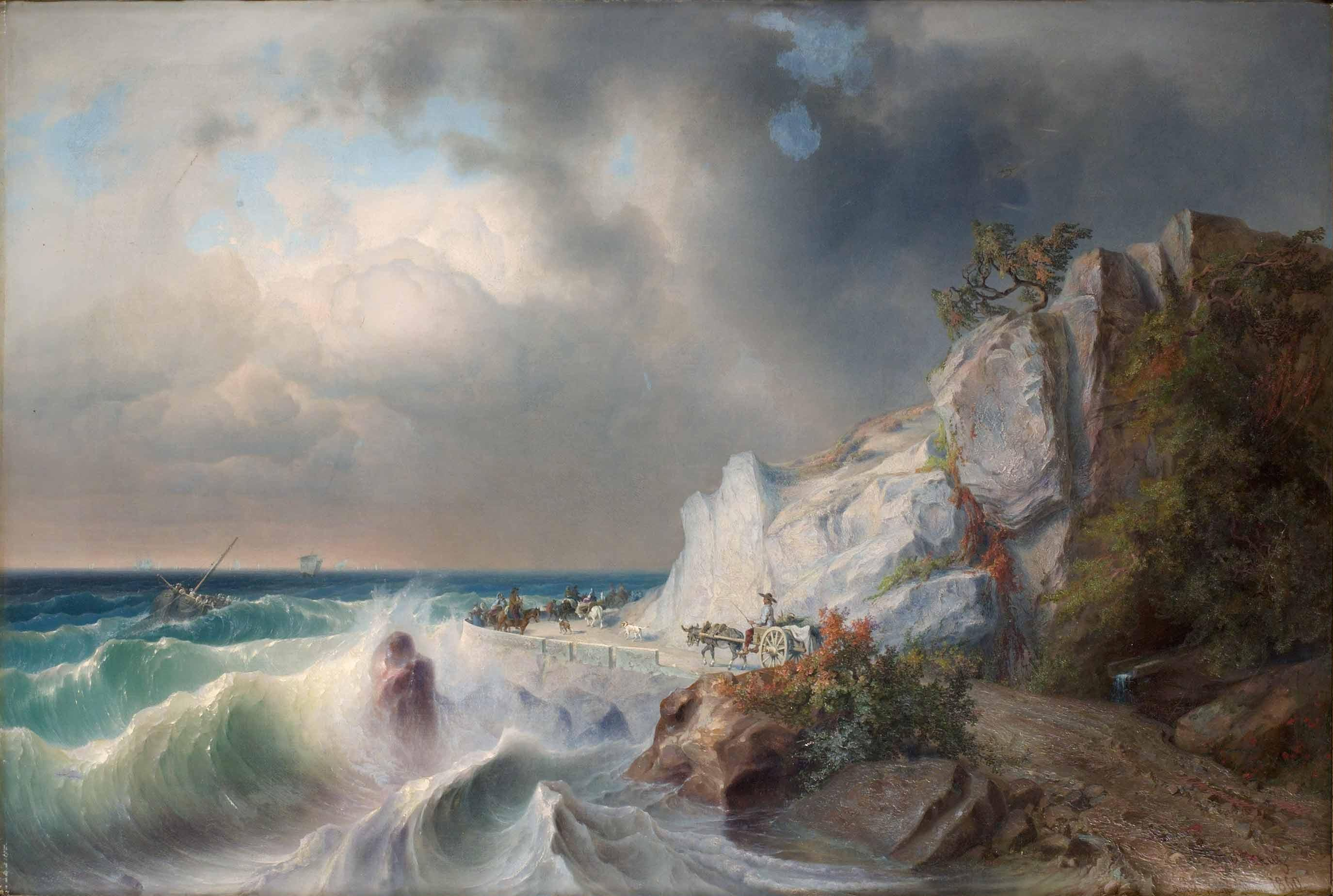
Stürmische Meeresküste zwischen Genua und Nizza, 1860

Von 1855 bis 1860 unternahm Horawski auf der Grundlage eines Stipendiums eine große Studienreise durch Europa, die ihn insbesondere nach Genf, Paris und Rom führte. Während dieser Zeit weilte er in den Jahren 1858/1859 in Düsseldorf und nahm Privatunterricht bei dem Landschafts- und Marinemaler Andreas Achenbach. In Genf studierte er im Atelier von Alexandre Calame. In diesen Jahren lernte er den Kunstsammler Pawel Michailowitsch Tretjakow kennen, der ihm später beim Verkauf von Gemälden half.

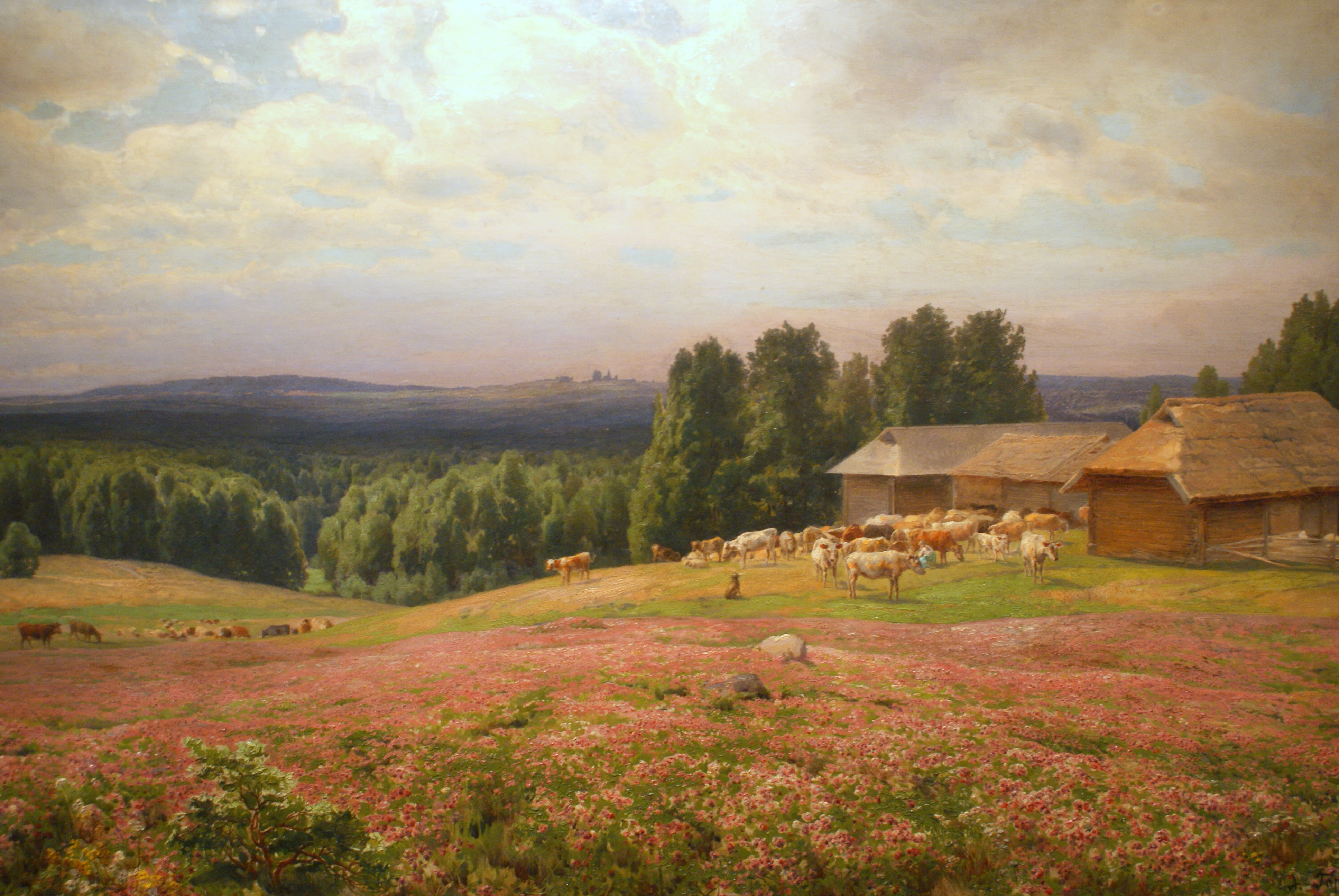
Klee in voller Blüte, 1896

1860 ging er nach Sankt Petersburg, wo ihn die Akademie zu ihrem Vollmitglied ernannte. In den Jahren von 1860 bis 1880 lebte er sommers auf seinem Landsitz Kyrillowitschi nordöstlich von Pskow, Russland. Winters arbeitete er in den Jahren 1862 bis 1886 für die Sankt Petersburger Gesellschaft zur Förderung der Kunst als Zeichenlehrer. 1860 bis 1862 besuchte er das Anwesen seiner Schwester. 1869 erhielt Horawski den Auftrag der Sankt Petersburger Akademie, in den folgenden drei Jahren die Ukraine und Belarus zu bereisen, um Bilder aus dem Volksleben zu schaffen. 1885/1886 unternahm er eine Reise nach Irkutsk. Als Horawski im Jahr 1900 starb, hinterließ er seiner Gattin und der Tochter den Landsitz Kyrillowitschi sowie einige Bilder, die diese zur Deckung des Lebensunterhalts ab 1900 veräußerten.
Horawski gilt als ein bedeutender Landschafts- und Porträtmaler des 19. Jahrhunderts. Er komponierte seine Landschaften nach Naturstudien im Atelier. Die meisten erhaltenen Gemälde Horawskis, 18 Gemälde, befinden sich in der Sammlung der Nationalgalerie von Belarus in Minsk.